# Cesare Giulio Viola
Cesare Giulio Viola (Taranto, 26 novembre 1886 – Positano, 3 ottobre 1958) è stato uno scrittore, commediografo e sceneggiatore italiano di teatro, televisione e cinema.

## Biografia
Figlio dell'archeologo Luigi Viola si laureò in giurisprudenza a Roma dove conobbe Sergio Corazzini nel Caffè Aragno, debuttò a teatro con Mattutino (Teatro Argentina, 1907), ma dovette interrompere l'attività teatrale per combattere nella prima guerra mondiale.
Stabilitosi a Roma, fu critico teatrale di vari giornali e dal 1926 al 1931 caporedattore della rivista Nuova Antologia .
Si dedica alla scrittura e al teatro e compone oltre 30 commedie, che vengono rappresentate dalle più importanti compagnie teatrali dell'epoca. Negli anni trenta inizia a collaborare con il mondo del cinema scrivendo alcune sceneggiature.
Ebbe un ruolo di spicco nel sindacato fascista autori e scrittori. 
Nel 1937 la censura fascista respinse la sua commedia Giappone. Negli anni quaranta collabora con Vittorio De Sica scrivendo nel 1943 la sceneggiatura e il soggetto di I bambini ci guardano tratto da uno dei suoi romanzi, Pricò, e nel 1946 scrive con De Sica e Zavattini la sceneggiatura e il soggetto di Sciuscià. Per quest'ultimo lavoro con Sergio Amidei, Adolfo Franci e Cesare Zavattini, otterrà la candidatura all'Oscar alla migliore sceneggiatura originale nel 1948.
Il Viola ebbe una breve esperienza politica, si candidò ma non fu eletto nel 1952, nelle liste del Partito Liberale Italiano per il collegio di Taranto il suo slogan fu: Al Parlamento della Repubblica Cesare Giulio Viola il più tarantino dei candidati.
Nelle elezioni comunali di Pulsano ottenne un bel successo elettorale.

## Opere letterarie
- L'altro volto che ride, Napoli, Ricciardi, 1909.
- Capitoli. Novelle, Milano, Treves, 1922.
- Pricò, Milano-Roma, A. Mondadori, 1924; 1929; 1943.
- Perché?, Roma, Apollon, 1946.
- Quinta classe, Milano, A. Mondadori, 1953.
- Pater. Il romanzo del lume a petrolio, Milano, Veronelli, 1958. [romanzo dedicato alla memoria del padre Luigi]

## Opere teatrali
- Mattutino, con Fausto Maria Martini, (Teatro Argentina, Roma, 1907; edito nel 1912)
- L'Ombra, con G. Antonelli, (Milano 1914)
- Il cuore in due. Commedia in tre atti, Milano, Treves, 1926.
- La donna dello scandalo (1927)
- Fine del protagonista. Tre atti, Milano, Treves, 1931.
- Il giro del mondo (1931)
- Ronda di notte (1931)
- Quella (1933)
- Stratosfera (1935)
- E lui gioca! (1936)
- Canadà. Tre atti, Napoli, Ricciardi, 1937.
- L'inferno (1937)
- Gavino e Sigismondo (1939)
- Vivere insieme (1939)
- La nostra età (1940)
- Non è vero (1941)
- Poveri davanti a Dio (1947)
- Vita mea, Milano-Verona, A. Mondadori, 1950.
- Salviamo la giovane (1951)
- In nome del padre (1952)
- Il romanzo dei giovani poveri (1953)
- Nora seconda, in "Il Dramma", n. 202, 1954, pp. 9-26; Bologna, Cappelli, 1956.
- Come si dovrebbero amare le donne (1956), con Laura Adani, Alberto Lionello, Luigi Cimara e Lina Volonghi
- Venerdì santo (1958)

## Sceneggiature
- Napoli d'altri tempi, regia di Amleto Palermi (1938)
- Napoli che non muore, regia di Amleto Palermi (1939)
- Turbine, regia di Camillo Mastrocinque (1941)
- Primo amore, regia di Carmine Gallone (1941)
- L'angelo del crepuscolo, regia di Gianni Pons (1942)
- I bambini ci guardano, regia di Vittorio De Sica (1943)  tratto dal romanzo Pricò
- I pagliacci, regia di Giuseppe Fatigati (1943)
- Sciuscià, con De Sica e Zavattini (1946) regia di De Sica, Premio Oscar 1948 per la sceneggiatura.
- La via del sud, regia di Enrico Cappellini (1953)
- Altair, regia di Leonardo De Mitri (1956)

## Prosa televisiva RAI
- Gavino e Sigismondo, commedia, con Pina Cei, Renato De Carmine, Nando Bruno, Isa Barzizza, Mario Lanfritto, Mario Chiocchio, regia di Silverio Blasi, trasmessa il 9 aprile 1954.
- Il cuore in due , con Paolo Carlini, Franco Volpi, Giovanna Scotto, Carla Del Poggio, regia di Claudio Fino, venerdì 1º marzo 1957, ore 21.
- Quella, commedia, con Marina Pagano, Franco Volpi, Michele Malaspina, Matteo Spinola, Aroldo Tieri, Vittorio Stagni, Lilla Brignone, Edoardo Toniolo, Aldo Silvani, regia di Guglielmo Morandi, trasmessa il 6 dicembre 1957.